# Prager (Familienname)
Prager ist ein deutscher Familienname.

## Namensträger
- Albert Prager (1842–1915), österreichischer Politiker und Redakteur
- August Prager (1854–1932), deutscher Generalleutnant
- Bernhard Prager (1867–1934), deutscher Chemiker
- Christl Prager (* 1948), österreichische Wienerliedsängerin
- Dennis Prager (* 1948), US-amerikanischer Journalist, Radiotalkmaster und Buchautor
- Eugen Prager (1876–1942), deutscher sozialdemokratischer Publizist
- Eugen Prager (Verleger) (1894–1967), austrobritischer Verleger
- Eva Prager (1912–2010), deutsch-kanadische Grafikerin und Malerin
- Fritz Prager (1883–1962), deutscher Pianist, Dirigent und Komponist
- Gerd Prager (1896–1975), deutscher Schauspieler, Synchronsprecher und Schriftsteller
- Gerhard Prager (1920–1975), deutscher Redakteur, Fernsehproduzent und Schriftsteller
- Gottlieb Prager (1839–1920), deutscher Gutsbesitzer und Politiker
- Günther Prager (1911–1976), deutscher Politiker (NSDAP)
- Hans Prager (1887–1940), österreichischer Schriftsteller
- Hans Georg Prager (1925–2018), deutscher Publizist und Autor
- Heinz-Günter Prager (1944–2025), deutscher Bildhauer
- Hermine Prager (1857–1940), ungarische Opernsängerin und Gesangspädagogin, siehe Hermine Braga-Jaff
- Isaac Prager (1847–1905), liberaler Rabbiner
- Josef Prager (1886–1975), österreichischer Fußballtormann
- Karel Prager (1923–2001), tschechischer Architekt
- Karl von Prager (1875–1959), deutscher General der Infanterie
- Karl Prager (1888–1948), deutscher Generalleutnant
- Katharina Prager (* 1979), österreichische Historikerin
- Käthe Braun-Prager (1888–1967), österreichische Schriftstellerin
- Kurt Prager (1901–1969), deutscher Mundartdichter
- Ladislaus Prager (vor 1486–1514), österreichischer Grundbesitzer und Politiker
- Mathilde Prager (1844–1921), österreichische Literaturwissenschaftlerin, Erzählerin und Übersetzerin
- Mirjam Prager, (1906–1987), österreichische Benediktinerin, Pädagogin, Autorin
- Norbert Prager (1891–1965), deutscher Unternehmer und Holocaustüberlebender
- Olga Prager (1872–1930), österreichische Malerin
- Peter Prager (* 1952), deutscher Schauspieler
- Richard Prager (1883–1945), deutscher Astronom
- Robert Prager (1886–1918), deutsch-amerikanisches Opfer eines Lynchmords
- Stephan Prager (1875–1969), deutscher Architekt, Professor und Holocaustüberlebender
- Theodor Prager (1917–1986), österreichischer Ökonom und Journalist
- Thomas Prager (* 1985), österreichischer Fußballspieler
- Ueli Prager (1916–2011), Schweizer Unternehmer
- Volkmar Prager (* 1945), deutscher Fußballspieler
- Walter Prager (1910–1984), Schweizer Skirennläufer
- Wilhelm Prager (1876–1955), deutscher Filmschaffender
- William Prager, geb. Willy Prager (1903–1980), deutscher Ingenieur und Mathematiker
- Willy Prager (1877–1956), deutscher Schauspieler und Kabarettist
- Wolf Prager, (um 1520–1579), deutscher Ratsherr und Bürgermeister

## Weitere Verwendungen
- Moe Prager, die Hauptfigur einer Romanreihe des Krimiautors Reed Farrel Coleman
- Nick Prager, eine fiktive Person der Fernsehserie Dead to Me